# Eishockey-Regionalliga 1979/80
Wie in der Vorsaison wurde die Regionalliga in drei regionalen Ligen Süd, Nord und West ausgespielt. Deutscher Regionalliga-Meister wurde die EA Kempten/Klotten aus der Regionalliga Süd.

## Regionalliga Nord

### Modus und Teilnehmer
Der BFC Preussen war in die Oberliga Nord aufgestiegen. Der Altonaer SV kam aus der Landesliga wieder in die Liga zurück. Durch den Wechsel des TV Jahn Wolfsburg in die Regionalliga West, waren am Ende sechs Mannschaften spielberechtigt und spielten in einer Einfachrunde den Meister aus. Dieser und der Zweitplatzierte durften dann an der Aufstiegsrunde zur Oberliga Nord teilnehmen - 1b-Mannschaften waren hierzu nicht berechtigt.
- FASS Berlin
- RSC Bremerhaven 1b
- SV Condor Hamburg
- ESC Wedemark
- Hamburger SV 1b
- Altonaer SV (Aufsteiger)

### Tabelle
|    | Mannschaft         | Sp | S | U | N | Tore  | Diff. | Pkte |
| -- | ------------------ | -- | - | - | - | ----- | ----- | ---- |
| 1. | RSC Bremerhaven 1b | 10 | 9 | 0 | 1 | 74:30 | +44   | 18   |
| 2. | FASS Berlin        | 10 | 7 | 1 | 2 | 78:36 | +42   | 15   |
| 3. | Hamburger SV 1b    | 10 | 6 | 0 | 4 | 61:49 | +12   | 12   |
| 4. | ESC Wedemark       | 10 | 5 | 1 | 4 | 23:71 | −48   | 11   |
| 5. | SV Condor Hamburg  | 10 | 1 | 0 | 9 | 23:64 | −41   | 2    |
| 6. | Altonaer SV (N)    | 10 | 1 | 0 | 9 | 23:71 | −48   | 2    |

Abkürzungen: Sp = Spiele, S = Siege, U = Unentschieden, N = Niederlagen, (N) = Aufsteiger 
Meister RL-Nord, Teilnehmer RL-Meisterschaft Teilnehmer Qualifikationsrunde zur Oberliga Nord
Der Meister RSC Bremerhaven 1b war als Zweitvertretung nicht berechtigt an der Aufstiegsrunde zur Oberliga Nord teilzunehmen, durfte aber am Halbfinale der deutschen Regionalliga-Meisterschaft als Vertreter der Regionalliga Nord antreten. FASS Berlin war zum dritten Mal in Folge Vizemeister und nahm mit dem ESC Wedemark an der Aufstiegsrunde teil.

## Regionalliga West

### Modus und Teilnehmer
Krefeld und Neuss waren in die Oberliga Nord aufgestiegen. Der TV Jahn Wolfsburg wechselte aus der Regionalliga Nord gen Westen. Der ERC Ludwigshafen, EV Herne 1b und RSC Bielefeld hatten ihre Mannschaften nicht mehr gemeldet. Aus der Landesliga rückte der SV Brackwede nach und FASS Berlin trat erstmal mit seiner Zweitvertretung an. Alle sechs Teilnehmer spielten eine Einfachrunde. Der Meister und Vizemeister waren für die Aufstiegsrunde zur Oberliga Nord qualifiziert.
- ESG Kassel
- VERC Lauterbach
- EC Nordhorn
- TV Jahn Wolfsburg (neu aus der RL Nord)
- SV Brackwede (Aufsteiger)
- FASS Berlin 1b (Neuling)

### Tabelle
|    | Mannschaft            | Sp | S | U | N | Tore   | Diff. | Pkte |
| -- | --------------------- | -- | - | - | - | ------ | ----- | ---- |
| 1. | ESG Kassel            | 10 | 9 | 0 | 1 | 143:13 | +130  | 18   |
| 2. | VERC Lauterbach       | 10 | 8 | 1 | 1 | 89:39  | +50   | 17   |
| 3. | EC Nordhorn           | 10 | 5 | 1 | 4 | 73:29  | +44   | 13   |
| 4. | TV Jahn Wolfsburg (N) | 10 | 3 | 0 | 7 | 89:39  | +50   | 6    |
| 5. | SV Brackwede (N)      | 10 | 3 | 0 | 7 | 46:83  | −37   | 6    |
| 6. | FASS Berlin 1b (N)    | 10 | 1 | 0 | 9 | 32:121 | −89   | 2    |

Abkürzungen: Sp = Spiele, S = Siege, U = Unentschieden, N = Niederlagen, (N) = Neuling/Aufsteiger 
Meister RL-West, Teilnehmer RL-Meisterschaft und Teilnehmer Qualifikationsrunde zur Oberliga Nord
Die ESG Kassel konnte ihren ersten Titel in der Regionalliga erringen. Lauterbach holte die dritte Vizemeisterschaft in Folge und nahm somit erneut an der Aufstiegsrunde teil. Jedoch mussten sie am Ende kein Spiel bestreiten und stiegen direkt auf, da die Oberliga Nord nachträglich aufgestockt wurde. Der EC Nordhorn rutschte nach.

## Qualifikationsrunde zur Oberliga Nord
Neben den vier Regionalligisten nahmen die zwei schlechtesten Teams der Oberliga Nord an der Qualifikationsrunde teil. Gespielt wurde eine Einfachrunde. Die vier besten Mannschaften qualifizierten sich für die Oberliga Nord der Folgesaison.

### Tabelle
|    | Mannschaft        | Sp | S  | U | N | Tore   | Diff. | Pkte |
| -- | ----------------- | -- | -- | - | - | ------ | ----- | ---- |
| 1. | Neusser SC (OL)   | 10 | 10 | 0 | 0 | 116:23 | +93   | 20   |
| 2. | EC Nordhorn (RL)  | 10 | 6  | 2 | 2 | 60:42  | +18   | 14   |
| 3. | ESG Kassel (RL)   | 10 | 4  | 2 | 4 | 42:38  | +4    | 10   |
| 4. | FASS Berlin (RL)  | 10 | 3  | 0 | 7 | 34:61  | −27   | 6    |
| 5. | ESC Wedemark (RL) | 10 | 3  | 0 | 7 | 32:83  | −51   | 6    |
| 6. | BFC Preussen (OL) | 10 | 2  | 0 | 8 | 25:62  | −37   | 4    |

Abkürzungen: Sp = Spiele, S = Siege, U = Unentschieden, N = Niederlagen 
Qualifikation zur Oberliga Nord

Die ESG Kassel und der EC Nordhorn stiegen in die Oberliga Nord auf. FASS Berlin verzichtete auf den Aufstieg, womit der BFC Preussen erneut in der Oberliga verbleiben durfte.

## Regionalliga Süd

### Modus und Teilnehmer
Die Regionalliga Süd wurde erneut mit zwölf Mannschaften in einer Einfachrunde ausgetragen. Der SV Hohenfurch war in die Bayernliga abgestiegen. Der ERC Ingolstadt, der TSV Lechbruck, die Bad Reichenhaller EG und der EV Fürstenfeldbruck waren in die Oberliga Süd aufgestiegen, der ERC Sonthofen abgestiegen. Aus der Bayernliga komplettierten somit vier Aufsteiger das Teilnehmerfeld. Der Meister und Vizemeister waren zum Aufstieg in die Oberliga Süd berechtigt. Der Meister nahm zudem am Finale um die Deutsche Regionalliga-Meisterschaft teil. Die beiden Letztplatzierten steigen in die Bayernliga ab.
- ERC Sonthofen (Absteiger)
- DEC Inzell
- TSV Königsbrunn
- EC Oberstdorf
- EV Pegnitz
- TSV Farchant
- SC Gaißach
- EV Mittenwald
- EA Kempten/Klottern (Aufsteiger)
- EA Schongau (Aufsteiger)
- TSV Trostberg (Aufsteiger)
- ESV Burgau (Aufsteiger)

### Tabelle
|     | Mannschaft              | Sp | S  | U | N  | Tore    | Diff. | Pkte |
| --- | ----------------------- | -- | -- | - | -- | ------- | ----- | ---- |
| 1.  | EA Kempten/Klottern (N) | 22 | 22 | 0 | 0  | 266:38  | +228  | 44   |
| 2.  | EA Schongau (N)         | 22 | 19 | 0 | 3  | 248:68  | +180  | 38   |
| 3.  | ERC Sonthofen (A)       | 22 | 16 | 1 | 5  | 143:94  | +49   | 33   |
| 4.  | EC Oberstdorf           | 22 | 14 | 1 | 7  | 243:156 | +117  | 29   |
| 5.  | DEC Frillensee Inzell   | 22 | 11 | 3 | 8  | 105:86  | +19   | 25   |
| 6.  | TSV Trostberg (N)       | 22 | 11 | 1 | 10 | 124:127 | −3    | 23   |
| 7.  | TSV Farchant            | 22 | 8  | 3 | 11 | 115:171 | −56   | 19   |
| 8.  | SC Gaißach              | 22 | 7  | 3 | 12 | 114:126 | −102  | 17   |
| 9.  | TSV Königsbrunn         | 22 | 6  | 2 | 14 | 111:159 | −48   | 14   |
| 10. | EV Mittenwald           | 22 | 4  | 3 | 15 | 81:183  | −102  | 11   |
| 11. | ESV Burgau (N)          | 22 | 3  | 1 | 18 | 90:221  | −53   | 7    |
| 12. | EV Pegnitz              | 22 | 1  | 2 | 19 | 54:295  | −241  | 4    |

Abkürzungen: Sp = Spiele, S = Siege, U = Unentschieden, N = Niederlagen, (M) = Meister der Vorsaison, (A) = Absteiger, (N) = Aufsteiger 
 Meister der RL Süd, Teilnehmer Deutsche RL-Meisterschaft und  Aufsteiger OL-Süd 
 Absteiger in die Bayernliga

Sonthofen durfte auf Grund der Aufstockung der Oberliga Süd ebenfalls aufsteigen.

## Deutsche Regionalligameisterschaft
Im Halbfinale spielten der Sieger der Regionalliga West und der Sieger der Regionalliga Nord. Für das Finale war der Sieger der Regionalliga Süd gesetzt, der Sieger der Regionalliga West setzte sich im Halbfinale durch. Diese Konstellation bestand nunmehr zum sechsten Mal in Folge, bzw. immer seit Einführung der Regionalliga West.
|  | Halbfinale | Halbfinale         | Halbfinale |  |  | Finale  | Finale              | Finale |
|  |            |                    |            |  |  |         |                     |        |
|  | RL West    | ESG Kassel         | 12         |  |  |         |                     |        |
|  | RL Nord    | RSC Bremerhaven 1b | 5          |  |  | RL Süd  | EA Kempten/Klottern | 7      |
|  |            |                    |            |  |  | RL West | ESG Kassel          | 4      |

### Halbfinale
| Paarung                         | Gesamt | Hinspiel | Rückspiel |
| ------------------------------- | ------ | -------- | --------- |
| ESG Kassel – RSC Bremerhaven 1b | 12-5   | 8:1      | 4:4       |

### Finale
| Paarung                          | Gesamt | Hinspiel | Rückspiel |
| -------------------------------- | ------ | -------- | --------- |
| EA Kempten/Klottern – ESG Kassel | 7-4    | 5:2      | 11:2      |

Zum sechsten Mal in Folge konnte sich das Team aus der Regionalliga Süd durchsetzen.